# Larry Bunker
Lawrence Benjamin Bunker, detto Larry (Long Beach, 4 novembre 1928 – Los Angeles, 8 marzo 2005), è stato un batterista, percussionista e vibrafonista statunitense di jazz.

## Biografia
Autodidatta imparò giovanissimo a suonare il pianoforte, accordion, batteria e sassofono, dal 1946 al 1948 prestò servizio militare nella U.S. Army Band di base a Fort Ord suonando la batteria e il pianoforte.
Nel 1948, appena congedato iniziò la sua carriera professionale suonando sui battelli di linea lungo il fiume Mississippi.
Nei primi anni cinquanta suonò (il vibrafono) con il contrabbassista Howard Rumsey al "Lighthouse Cafè" di Hermosa Beach, in seguito lavorò con Georgie Auld, Art Pepper e Hampton Hawes per poi unirsi al quartetto di Gerry Mulligan e in quello di Chet Baker, con il chitarrista Barney Kessel.
Dal 1953 al 1954 fu impegnato in show musicali televisivi con la band di Bob Crosby, nel 1955 fino al 1960 fu nel gruppo di accompagnamento della cantante Peggy Lee.
Dopo altre collaborazioni, nel 1963 formò un trio, assieme a Clare Fischer e Ralph Peña che però si sciolse dopo appena un anno, quindi Larry Bunker parte per una tournee europea del pianista Bill Evans (che in un'intervista alla rivista musicale Down Beat definì Bunker "batterista superlativo") e successivamente in tour in Australia nella band di accompagnamento della cantante Judy Garland.
Nel 1966 la Vault Records pubblicò il primo e unico album registrato nel locale di proprietà di un altro grande batterista jazz, Shelly Manne, dal titolo "Live at Shelly's Manne-Hole".
Durante la sua lunga carriera musicale, Bunker ha suonato in moltissime colonne sonore per films di compositori come Henry Mancini, Alfred Newman, Miklos Rosza, Jerry Goldsmith, Johnny Mandel e John Williams, la sua prima colonna sonora in cui ha suonato fu per il film "Stalag 17" del 1953, mentre l'ultimo film è stato "Gli Incredibili" del 2004.
Batterista completo dall'esecuzione precisa ed elegante seppe adattarsi ad ogni atmosfera musicale, dimostrò grande maestria nell'utilizzare le spazzole. Lavorò con Michael Bolton, Christina Aguilera, Neil Diamond, Natalie Cole, Al Jarreau, Kenny Rogers, Linda Ronstadt, Robert Palmer, Donna Summer, Nina Simone. Suonò il vibrafono, in collaborazione con Emil Richards e Mike Mainieri, nella canzone Positive force, sigla della rubrica TG1 Sport, che è stata trasmessa su Rai 1.
Morì l'8 marzo 2005, in seguito a complicazioni causati da un ictus.

## Discografia
Album (come leader)
- 1966 – Live at Shelly's Manne-Hole (Vault Records, SLP-9005) a nome "Larry Bunker Quartet Featuring Gary Burton"

Album collaborativi
Herb Geller / Milt Bernhart / John Graas / Don Fagerquist / Marty Paich / Howard Roberts / Curtis Counce / Larry Bunker
- 1954 – Jazz Studio 2 from Hollywood (Decca Records, DL 8079)

Larry Bunker / Terry Gibbs / Vic Feldman / Lou Levy / Max Bennett / Mel Lewis
- 1959 – Espirit de Jazz (Interlude Records, ST 1007)

Rica Moore / Larry Bunker / Red Mitchell
- 1962 – Walt Disney Presents Best Loved Fairy Tales: The Stories Children Love to Hear Over and Over Again (Disneyland Record, ST 1918)

Dave Brubeck / Coleman Hawkins / Buddy Collette / Larry Bunker / Stan Levy / Conte Candoli / Emil Richards / Cal Tjader
- 1962 – Jazz All Stars (Modern Records, MLP 7027)

Mike Melvoin / Dennis Budimir / Jim Hughart / Larry Bunker
- 1977 – Concours (Trio Records, PA-7194) Pubblicato in Giappone